# Románia a 2004. évi nyári olimpiai játékokon
Románia a görögországi Athénban megrendezett 2004. évi nyári olimpiai játékok egyik részt vevő nemzete volt. Az országot az olimpián 16 sportágban 108 sportoló képviselte, akik összesen 19 érmet szereztek.

## Érmesek
| Érem  | Versenyző | Sportág   | Versenyszám                  |
| ----- | --- | --------- | ---------------------------- |
| Arany | Georgeta Damian Viorica Susanu | Evezés    | Női kormányos nélküli kettes |
| Arany | Angela Alupei Constanța Burcică-Pipotă | Evezés    | Női könnyűsúlyú kétpárevezős |
| Arany | Aurica Bărăscu Georgeta Damian Rodica Florea Liliana Gafencu Elena Georgescu Doina Ignat Elisabeta Oleniuc-Lipă Ioana Papuc Viorica Susanu | Evezés    | Női nyolcas                  |
| Arany | Cătălina Ponor | Torna     | Női talaj                    |
| Arany | Monica Roșu | Torna     | Női ugrás                    |
| Arany | Cătălina Ponor | Torna     | Női gerenda                  |
| Arany | Oana Ban Alexandra Eremia Cătălina Ponor Monica Roșu Daniela Sofronie Silvia Stroescu                                                      | Torna     | Női csapat összetett         |
| Arany | Camelia Potec | Úszás     | Női 200 m gyors              |
| Ezüst | Marian Oprea | Atlétika  | Férfi hármasugrás            |
| Ezüst | Ionela Târlea | Atlétika  | Női 400 m gát                |
| Ezüst | Marian Drăgulescu | Torna     | Férfi talaj                  |
| Ezüst | Marius Urzică | Torna     | Férfi lólengés               |
| Ezüst | Daniela Sofronie | Torna     | Női talaj                    |
| Bronz | Maria Cioncan | Atlétika  | Női 1500 m                   |
| Bronz | Ionuț Gheorghe | Ökölvívás | Kisváltósúly                 |
| Bronz | Marian Drăgulescu | Torna     | Férfi ugrás                  |
| Bronz | Marian Drăgulescu Marius Urzică Daniel Popescu Daniel Potra Răzvan Şelariu Ioan Suciu                                                      | Torna     | Férfi csapat összetett       |
| Bronz | Alexandra Eremia | Torna     | Női gerenda                  |
| Bronz | Răzvan Florea | Úszás     | Férfi 200 m hát              |

## Asztalitenisz
Férfi
| Versenyző     | Versenyszám | 64-es főtábla     | 48-as főtábla                                   | 32-es főtábla                                          | Nyolcaddöntő      | Negyeddöntő       | Elődöntő          | Döntő             | Helyezés |
| Versenyző     | Versenyszám | Ellenfél Eredmény | Ellenfél Eredmény                               | Ellenfél Eredmény                                      | Ellenfél Eredmény | Ellenfél Eredmény | Ellenfél Eredmény | Ellenfél Eredmény | Helyezés |
| ------------- | ----------- | ----------------- | ----------------------------------------------- | ------------------------------------------------------ | ----------------- | ----------------- | ----------------- | ----------------- | -------- |
| Adrian Crișan | Egyes       |                   | Ilija Lupulesku (USA) · 11-9, 11-8, 15-13, 11-8 | Chiang Peng-Lung (TPE) · 9-11, 5-11, 10-12, 11-2, 8-11 | kiesett           | kiesett           | kiesett           | kiesett           | 17.      |

Női
| Versenyző                     | Versenyszám | 64-es főtábla     | 48-as főtábla                                                | 32-es főtábla                                                                | Nyolcaddöntő                                  | Negyeddöntő       | Elődöntő          | Döntő             | Helyezés |
| Versenyző                     | Versenyszám | Ellenfél Eredmény | Ellenfél Eredmény                                            | Ellenfél Eredmény                                                            | Ellenfél Eredmény                             | Ellenfél Eredmény | Ellenfél Eredmény | Ellenfél Eredmény | Helyezés |
| ----------------------------- | ----------- | ----------------- | ------------------------------------------------------------ | ---------------------------------------------------------------------------- | --------------------------------------------- | ----------------- | ----------------- | ----------------- | -------- |
| Otilia Bădescu                | Egyes       |                   | Marina Kravchenko (ISR) · 6-11, 9-11, 11-4, 3-11, 11-8, 6-11 | kiesett                                                                      | kiesett                                       | kiesett           | kiesett           | kiesett           | 33.      |
| Mihaela Şteff                 | Egyes       |                   |                                                              | Kim Hjangmi (PRK) · 11-7, 8-11, 7-11, 7-11, 11-6, 9-11                       | kiesett                                       | kiesett           | kiesett           | kiesett           | 17.      |
| Adriana Năstase               | Egyes       |                   | Zejna Saabán (JOR) · 8-11, 11-5, 11-8, 11-5, 11-4            | Lin Ling (HKG) · 11-6, 11-7, 5-11, 11-8, 7-11, 12-10                         | Vang Nan (CHN) · 11-9, 8-11, 2-11, 9-11, 4-11 | kiesett           | kiesett           | kiesett           | 9.       |
| Adriana Năstase Mihaela Şteff | Páros       |                   |                                                              | Szingapúr (SIN) · Sharon Tan · Zhang Xueling · 11-8, 6-11, 10-12, 9-11, 8-11 | kiesett                                       | kiesett           | kiesett           | kiesett           | 17.      |

## Atlétika
Férfi
| Versenyző        | Versenyszám | Selejtező | Selejtező | Döntő    | Döntő    |
| Versenyző        | Versenyszám | Eredmény  | Helyezés  | Eredmény | Helyezés |
| ---------------- | ----------- | --------- | --------- | -------- | -------- |
| Ştefan Vasilache | Magasugrás  | 225 cm    | 15.*      | kiesett  | kiesett  |
| Bogdan Ţărus     | Távolugrás  | 808 cm    | 8.        | 821 cm   | 8.       |
| Marian Oprea     | Hármasugrás | 17,44 m   | 3.        | 17,55 m  |          |
| Gheorghe Guşet   | Súlylökés   | 19,68 m   | 15.       | kiesett  | kiesett  |

Női
| Versenyző                                            | Versenyszám     | Előfutam | Előfutam | Előfutam | Elődöntő | Elődöntő | Elődöntő | Döntő         | Döntő         |
| Versenyző                                            | Versenyszám     | Idő      | Hely.    | Össz.    | Idő      | Hely.    | Össz.    | Idő           | Helyezés      |
| ---------------------------------------------------- | --------------- | -------- | -------- | -------- | -------- | -------- | -------- | ------------- | ------------- |
| Maria Cioncan                                        | 800 m           | 1:59,64  | 1.       | 1.       | 1:59,44  | 2.       | 9.       | 1:59,62       | 7.            |
| Maria Cioncan                                        | 1500 m          | 4:06,68  | 1.       | 15.      | 4:06,69  | 1.       | 8.       | 3:58,39       |               |
| Alina Cucerzan                                       | 1500 m          | 4:18,07  | 13.      | 39.      | kiesett  | kiesett  | kiesett  | kiesett       | kiesett       |
| Elena Iagăr                                          | 1500 m          | 4:11,48  | 11.      | 33.      | kiesett  | kiesett  | kiesett  | kiesett       | kiesett       |
| Mihaela Botezan                                      | 10 000 m        |          |          |          |          |          |          | 31:11,24      | 11.           |
| Ionela Târlea                                        | 400 m gát       | 54,41    | 1.       | 3.       | 53,32    | 2.       | 3.       | 53,38         |               |
| Nuţa Olaru                                           | Maraton         |          |          |          |          |          |          | 2:34:45       | 13.           |
| Lidia Şimon                                          | Maraton         |          |          |          |          |          |          | nem ért célba | nem ért célba |
| Constantina Tomescu                                  | Maraton         |          |          |          |          |          |          | 2:37:31       | 20.           |
| Norica Cîmpean                                       | 20 km gyaloglás |          |          |          |          |          |          | 1:34:30       | 27.           |
| Daniela Cîrlan                                       | 20 km gyaloglás |          |          |          |          |          |          | 1:37:14       | 37.           |
| Ana Maria Groza                                      | 20 km gyaloglás |          |          |          |          |          |          | 1:34:56       | 29.           |
| Angela Moroșanu Alina Rîpanu Maria Rus Ionela Târlea | 4 × 400 m váltó | 3:27,36  | 5.       | 8.       |          |          |          | 3:26,81       | 6.            |

| Versenyző                | Versenyszám   | Selejtező             | Selejtező             | Döntő    | Döntő    |
| Versenyző                | Versenyszám   | Eredmény              | Helyezés              | Eredmény | Helyezés |
| ------------------------ | ------------- | --------------------- | --------------------- | -------- | -------- |
| Monica Iagăr             | Magasugrás    | 195 cm                | 8.*                   | 193 cm   | 8.       |
| Oana Pantelimon          | Magasugrás    | 192 cm                | 12.                   | 193 cm   | 7.       |
| Adina Anton              | Távolugrás    | 647 cm                | 17.                   | kiesett  | kiesett  |
| Alina Ramona Militaru    | Távolugrás    | érvényes ugrás nélkül | érvényes ugrás nélkül | kiesett  | kiesett  |
| Adelina Gavrilă          | Hármasugrás   | 14,56 m               | 11.*                  | 13,86 m  | 15.      |
| Mariana Solomon          | Hármasugrás   | 14,42 m               | 16.                   | kiesett  | kiesett  |
| Nicoleta Grădinaru-Grasu | Diszkoszvetés | 61,91 m               | 8.                    | 64,92 m  | 6.       |
| Felicia Țilea-Moldovan   | Gerelyhajítás | 62,05 m               | 7.                    | 59,72 m  | 11.      |

* - egy másik versenyzővel azonos eredményt ért el

## Birkózás

### Férfi
Kötöttfogású
| Versenyző       | Versenyszám | Csoportkör                                                                   | Csoportkör | Negyeddöntő                | Elődöntő          | Bronz- mérkőzés   | Döntő             | Helyezés |
| Versenyző       | Versenyszám | Ellenfél Eredmény                                                            | Hely.      | Ellenfél Eredmény          | Ellenfél Eredmény | Ellenfél Eredmény | Ellenfél Eredmény | Helyezés |
| --------------- | ----------- | ---------------------------------------------------------------------------- | ---------- | -------------------------- | ----------------- | ----------------- | ----------------- | -------- |
| Marian Sandu    | 55 kg       | E csoport · Im Devon (KOR) · 3-6 · Nurbakit Tengizbajev (KAZ) · 6-0          | 2.         | kiesett                    | kiesett           | kiesett           | kiesett           | 11.      |
| Eusebiu Diaconu | 60 kg       | B csoport · Jim Gruenwald (USA) · 3-1 · Hugo Passos (POR) · 10-0             | 1.         | Csong Dzsihjon (KOR) · 0-6 | kiesett           | kiesett           | kiesett           | 7.       |
| Petru Sudureac  | 96 kg       | D csoport · Mindaugas Ežerskis (LTU) · 1-3 · Maszud Hásemzáde (IRI) · 2-2 PP | 3.         | kiesett                    | kiesett           | kiesett           | kiesett           | 15.      |

Szabadfogású
| Versenyző      | Versenyszám | Csoportkör                                                                                     | Csoportkör | Negyeddöntő       | Elődöntő          | Bronz- mérkőzés   | Döntő             | Helyezés |
| Versenyző      | Versenyszám | Ellenfél Eredmény                                                                              | Hely.      | Ellenfél Eredmény | Ellenfél Eredmény | Ellenfél Eredmény | Ellenfél Eredmény | Helyezés |
| -------------- | ----------- | ---------------------------------------------------------------------------------------------- | ---------- | ----------------- | ----------------- | ----------------- | ----------------- | -------- |
| Nicolae Ghiţă  | 84 kg       | G csoport · Szazsid Szazsidov (RUS) · TUS · Samil Alijev (TJK) · 3-4 · Matar Sène (SEN) · 11-3 | 3.         | kiesett           | kiesett           | kiesett           | kiesett           | 9.       |
| Rareș Chintoan | 120 kg      | D csoport · Aydın Polatçı (TUR) · TUS · Sven Thiele (GER) · 0-4                                | 3.         | kiesett           | kiesett           | kiesett           | kiesett           | 19.      |

PP - döntő fölény

## Cselgáncs
Férfi
| Versenyző      | Versenyszám | Selejtező         | 32-es főtábla                     | Nyolcaddöntő                | Negyeddöntő       | Elődöntő          | Vigaszág első kör                  | Vigaszág negyeddöntő | Vigaszág elődöntő | Bronz- mérkőzés   | Döntő             | Helyezés    |
| Versenyző      | Versenyszám | Ellenfél Eredmény | Ellenfél Eredmény                 | Ellenfél Eredmény           | Ellenfél Eredmény | Ellenfél Eredmény | Ellenfél Eredmény                  | Ellenfél Eredmény    | Ellenfél Eredmény | Ellenfél Eredmény | Ellenfél Eredmény | Helyezés    |
| -------------- | ----------- | ----------------- | --------------------------------- | --------------------------- | ----------------- | ----------------- | ---------------------------------- | -------------------- | ----------------- | ----------------- | ----------------- | ----------- |
| Claudiu Baştea | Könnyűsúly  |                   | Bourama Mariko (MLI) · 0210-0000  | João Neto (POR) · 0001-1020 | kiesett           | kiesett           |                                    |                      |                   |                   |                   | helyezetlen |
| Gabi Munteanu  | Nehézsúly   |                   | Tamerlan Tmenov (RUS) · 0000-1110 |                             |                   |                   | Daniel Hernandes (BRA) · 0000-1000 | kiesett              | kiesett           | kiesett           |                   | helyezetlen |

Női
| Versenyző     | Versenyszám | Selejtező                           | Nyolcaddöntő                        | Negyeddöntő                      | Elődöntő                     | Vigaszág első kör | Vigaszág negyeddöntő             | Vigaszág elődöntő                     | Bronz- mérkőzés            | Döntő             | Helyezés |
| Versenyző     | Versenyszám | Ellenfél Eredmény                   | Ellenfél Eredmény                   | Ellenfél Eredmény                | Ellenfél Eredmény            | Ellenfél Eredmény | Ellenfél Eredmény                | Ellenfél Eredmény                     | Ellenfél Eredmény          | Ellenfél Eredmény | Helyezés |
| ------------- | ----------- | ----------------------------------- | ----------------------------------- | -------------------------------- | ---------------------------- | ----------------- | -------------------------------- | ------------------------------------- | -------------------------- | ----------------- | -------- |
| Alina Dumitru | Légsúly     |                                     | Tatyjana Siskina (KAZ) · 1011-0000  | Anna Krajewska (POL) · 1000-0000 | Tani Rjóko (JPN) · 0001-0211 |                   |                                  |                                       | Kao Feng (CHN) · 0110-1010 |                   | 5.       |
| Ioana Aluaş   | Harmatsúly  | Rochelle Stormont (NZL) · 1010-0000 | Annabelle Euranie (FRA) · 0030-0111 |                                  |                              |                   | Telma Monteiro (POR) · 1000-0000 | Szalíma esz-Szuákri (ALG) · 0100-0121 | kiesett                    |                   | 7.       |

## Evezés
Férfi
| Versenyző                                                         | Versenyszám              | Előfutam | Előfutam | Vigaszág | Vigaszág | Elődöntő | Elődöntő | Elődöntő | Döntő   | Döntő   | Döntő   | Helyezés |
| Versenyző                                                         | Versenyszám              | Idő      | Hely.    | Idő      | Hely.    | Típus    | Idő      | Hely.    | Típus   | Idő     | Hely.   | Helyezés |
| ----------------------------------------------------------------- | ------------------------ | -------- | -------- | -------- | -------- | -------- | -------- | -------- | ------- | ------- | ------- | -------- |
| Daniel Măstăcan Florin Corbeanu Ovidiu Cornea Gheorghiţa Munteanu | Kormányos nélküli négyes | 6:40,16  | 5.       | 6:00,10  | 4.       | kiesett  | kiesett  | kiesett  | kiesett | kiesett | kiesett | 13.      |

Női
| Versenyző | Versenyszám              | Előfutam | Előfutam | Vigaszág | Vigaszág | Elődöntő | Elődöntő | Elődöntő | Döntő | Döntő   | Döntő | Helyezés |
| Versenyző | Versenyszám              | Idő      | Hely.    | Idő      | Hely.    | Típus    | Idő      | Hely.    | Típus | Idő     | Hely. | Helyezés |
| --- | ------------------------ | -------- | -------- | -------- | -------- | -------- | -------- | -------- | ----- | ------- | ----- | -------- |
| Camelia Macoviciuc Simona Muşat | Kétpárevezős             | 7:39,32  | 3.       | 6:58,00  | 2.       |          |          |          | A     | 7:17,58 | 5.    | 5.       |
| Georgeta Damian Viorica Susanu | Kormányos nélküli kettes | 7:29,74  | 1.       |          |          |          |          |          | A     | 7:06,55 | 1.    |          |
| Constanța Burcică-Pipotă Angela Alupei | Könnyűsúlyú kétpárevezős | 6:50,64  | 1.       |          |          | A/B      | 6:51,84  | 1.       | A     | 6:56,05 | 1.    |          |
| Rodica Florea Viorica Susanu Aurica Bărăscu Ioana Papuc Liliana Gafencu Elisabeta Oleniuc-Lipă Georgeta Damian Doina Ignat Elena Georgescu (kormányos) | Nyolcas                  | 5:56,77  | 2.       | 6:03,99  | 1.       |          |          |          | A     | 6:17,10 | 1.    |          |

## Kajak-kenu

### Síkvízi
Férfi
| Versenyző                                                          | Versenyszám         | Előfutam | Előfutam | Előfutam | Elődöntő | Elődöntő | Elődöntő | Döntő    | Döntő    |
| Versenyző                                                          | Versenyszám         | Idő      | Hely.    | Össz.    | Idő      | Hely.    | Össz.    | Idő      | Helyezés |
| ------------------------------------------------------------------ | ------------------- | -------- | -------- | -------- | -------- | -------- | -------- | -------- | -------- |
| Marian Baban Ştefan Vasile                                         | Kajak kettes 500 m  | 1:34,410 | 6.       | 16.      | 1:34,398 | 7.       | 14.      | kiesett  | kiesett  |
| Marian Baban Alexandru Ceauşu Corneli Vasile Curuzan Ştefan Vasile | Kajak négyes 1000 m | 2:55,324 | 4.       | 8.       | 2:53,994 | 1.       | 1.       | 3:03,107 | 7.       |
| Florin Mironcic                                                    | Kenu egyes 500 m    | 1:51,568 | 3.       | 11.      | 1:53,957 | 8.       | 14.      | kiesett  | kiesett  |
| Mitică Pricop                                                      | Kenu egyes 1000 m   | 4:00,559 | 4.       | 13.      | 3:59,640 | 5.       | 10.      | kiesett  | kiesett  |
| Silviu Simioncencu Florin Popescu                                  | Kenu kettes 500 m   | 1:41,368 | 4.       | 8.       | 1:41,424 | 1.       | 1.       | 1:40,618 | 4.       |
| Silviu Simioncencu Florin Popescu                                  | Kenu kettes 1000 m  | 3:30,419 | 1.D      | 2.       |          |          |          | 3:43,858 | 4.       |

Női
| Versenyző                  | Versenyszám        | Előfutam | Előfutam | Előfutam | Elődöntő | Elődöntő | Elődöntő | Döntő   | Döntő    |
| Versenyző                  | Versenyszám        | Idő      | Hely.    | Össz.    | Idő      | Hely.    | Össz.    | Idő     | Helyezés |
| -------------------------- | ------------------ | -------- | -------- | -------- | -------- | -------- | -------- | ------- | -------- |
| Florica Vulpeş Lidia Talpă | Kajak kettes 500 m | 1:45,386 | 7.       | 13.      | 1:45,770 | 5.       | 5.       | kiesett | kiesett  |

## Kerékpározás

### Hegyi-kerékpározás
| Versenyző    | Versenyszám        | Idő           | Helyezés |
| ------------ | ------------------ | ------------- | -------- |
| Ovidiu Oprea | Férfi terepverseny | 1 kör hátrány | 37.      |

## Lovaglás
Lovastusa
| Versenyző    | Ló       | Versenyszám | Díjlovaglás | Díjlovaglás | Tereplovaglás | Tereplovaglás | Tereplovaglás | Díjugratás | Díjugratás | Díjugratás | Díjugratás | Végeredmény | Végeredmény |
| Versenyző    | Ló       | Versenyszám | Díjlovaglás | Díjlovaglás | Tereplovaglás | Tereplovaglás | Tereplovaglás | 1. kör     | 1. kör     | 2. kör     | 2. kör     | Végeredmény | Végeredmény |
| Versenyző    | Ló       | Versenyszám | Bünt.       | Hely.       | Bünt.         | Hely.         | Össz.         | Bünt.      | Hely.      | Bünt.      | Hely.      | Bünt.       | Helyezés    |
| ------------ | -------- | ----------- | ----------- | ----------- | ------------- | ------------- | ------------- | ---------- | ---------- | ---------- | ---------- | ----------- | ----------- |
| Viorel Bubău | Carnaval | Egyéni      | 80,8        | 74.         | nem ért célba | nem ért célba | nem ért célba | kiesett    | kiesett    | kiesett    | kiesett    | kiesett     | kiesett     |

## Műugrás
Női
| Versenyző      | Versenyszám        | Selejtező | Selejtező | Elődöntő | Elődöntő | Döntő   | Döntő    |
| Versenyző      | Versenyszám        | Pont      | Helyezés  | Pont     | Helyezés | Pont    | Helyezés |
| -------------- | ------------------ | --------- | --------- | -------- | -------- | ------- | -------- |
| Ramona Ciobanu | Egyéni toronyugrás | 268,23    | 24.       | kiesett  | kiesett  | kiesett | kiesett  |

## Ökölvívás
| Versenyző      | Versenyszám  | Selejtező                  | Nyolcaddöntő                    | Negyeddöntő                    | Elődöntő                       | Döntő             | Helyezés |
| Versenyző      | Versenyszám  | Ellenfél Eredmény          | Ellenfél Eredmény               | Ellenfél Eredmény              | Ellenfél Eredmény              | Ellenfél Eredmény | Helyezés |
| -------------- | ------------ | -------------------------- | ------------------------------- | ------------------------------ | ------------------------------ | ----------------- | -------- |
| Viorel Simion  | Pehelysúly   | Ryan Langham (AUS) · 40-15 | Mihail Bernadszki (BLR) · 38-13 | Cso Szokhvan (KOR) · 35-39     | kiesett                        | kiesett           | 5.       |
| Ionuț Gheorghe | Kisváltósúly | Faisal Karim (PAK) · 26-11 | Mustafa Karagöllü (TUR) · 28-19 | Michele Di Rocco (ITA) · 29-18 | Manat Buncsamnong (THA) · 9-30 | kiesett           |          |
| Marian Simion  | Középsúly    |                            | Ramadán Jászer (EGY) · 24-36    | kiesett                        | kiesett                        | kiesett           | 9.       |

## Sportlövészet
Férfi
| Versenyző     | Versenyszám          | Selejtező | Selejtező | Döntő   | Döntő    |
| Versenyző     | Versenyszám          | Pont      | Helyezés  | Pont    | Helyezés |
| ------------- | -------------------- | --------- | --------- | ------- | -------- |
| Iulian Raicea | Gyorstüzelő pisztoly | 588       | 4.        | 687,6   | 5.       |
| Iulian Raicea | Légpisztoly          | 570       | 39.       | kiesett | kiesett  |
| Sorin Babii   | Légpisztoly          | 579       | 13.*      | kiesett | kiesett  |
| Sorin Babii   | Szabadpisztoly       | 553       | 18.**     | kiesett | kiesett  |

* - három másik versenyzővel azonos eredményt ért el

** - négy másik versenyzővel azonos eredményt ért el

## Súlyemelés
Férfi
| Versenyző               | Versenyszám | Szakítás                 | Szakítás                 | Lökés                    | Lökés                    | Összesen | Helyezés |
| Versenyző               | Versenyszám | Eredmény                 | Helyezés                 | Eredmény                 | Helyezés                 | Összesen | Helyezés |
| ----------------------- | ----------- | ------------------------ | ------------------------ | ------------------------ | ------------------------ | -------- | -------- |
| Adrian Ioan Jigău       | 56 kg       | 120,0                    | 7.*                      | 155,0                    | 3.**                     | 275,0    | 6.       |
| Ioan Florin Veliciu     | 62 kg       | 110,0                    | 16.                      | 135,0                    | 14.                      | 245,0    | 14.      |
| Stănel Stoica           | 69 kg       | 142,5                    | 8.*                      | 160,0                    | 10.*                     | 302,5    | 9.       |
| Sebastian Ioan Dogariu  | 77 kg       | 155,0                    | 11.***                   | 190,0                    | 11.                      | 345,0    | 11.      |
| Vasile Claudiu Hegheduş | 77 kg       | érvényes kísérlet nélkül | érvényes kísérlet nélkül | kiesett                  | kiesett                  | kiesett  | kiesett  |
| Valeriu Calancea        | 85 kg       | 160,0                    | 10.**                    | érvényes kísérlet nélkül | érvényes kísérlet nélkül | kiesett  | kiesett  |

Női
| Versenyző         | Versenyszám | Szakítás | Szakítás | Lökés    | Lökés    | Összesen | Helyezés |
| Versenyző         | Versenyszám | Eredmény | Helyezés | Eredmény | Helyezés | Összesen | Helyezés |
| ----------------- | ----------- | -------- | -------- | -------- | -------- | -------- | -------- |
| Marioara Munteanu | 53 kg       | 85,0     | 5.       | 105,0    | 4.       | 190,0    | 4.       |

* - egy másik versenyzővel azonos eredményt ért el

** - két másik versenyzővel azonos eredményt ért el

*** - öt másik versenyzővel azonos eredményt ért el

## Tenisz
Férfi
| Versenyző                   | Versenyszám | 64-es főtábla                      | 32-es főtábla                                                    | Nyolcaddöntő      | Negyeddöntő       | Elődöntő          | Bronz- mérkőzés   | Döntő             | Helyezés |
| Versenyző                   | Versenyszám | Ellenfél Eredmény                  | Ellenfél Eredmény                                                | Ellenfél Eredmény | Ellenfél Eredmény | Ellenfél Eredmény | Ellenfél Eredmény | Ellenfél Eredmény | Helyezés |
| --------------------------- | ----------- | ---------------------------------- | ---------------------------------------------------------------- | ----------------- | ----------------- | ----------------- | ----------------- | ----------------- | -------- |
| Victor Hănescu              | Egyes       | Wayne Arthurs (AUS) · 4-6, 6-7     | kiesett                                                          | kiesett           | kiesett           | kiesett           | kiesett           | kiesett           | 33.      |
| Andrei Pavel                | Egyes       | Ivo Karlović (CRO) · 4-6, 7-6, 2-6 | kiesett                                                          | kiesett           | kiesett           | kiesett           | kiesett           | kiesett           | 33.      |
| Victor Hănescu Andrei Pavel | Páros       |                                    | Németország (GER) · Nicolas Kiefer · Rainer Schüttler · 5-7, 6-7 | kiesett           | kiesett           | kiesett           | kiesett           | kiesett           | 17.      |

## Torna
Férfi
| Versenyző                                                                             | Versenyszám      | Selejtező | Selejtező | Döntő    | Döntő    |
| Versenyző                                                                             | Versenyszám      | Pontszám  | Helyezés  | Pontszám | Helyezés |
| ------------------------------------------------------------------------------------- | ---------------- | --------- | --------- | -------- | -------- |
| Marian Drăgulescu                                                                     | Talaj            | 9,762     | 1.        | 9,787    |          |
| Marian Drăgulescu                                                                     | Ugrás            | 9,662     | 4.        | 9,612    |          |
| Marian Drăgulescu                                                                     | Korlát           | 9,562     | 33.       | kiesett  | kiesett  |
| Marian Drăgulescu                                                                     | Nyújtó           | 9,550     | 35.       | kiesett  | kiesett  |
| Marian Drăgulescu                                                                     | Gyűrű            | 9,475     | 49.       | kiesett  | kiesett  |
| Marian Drăgulescu                                                                     | Lólengés         | 9,325     | 43.       | kiesett  | kiesett  |
| Marian Drăgulescu                                                                     | Egyéni összetett | 57,436    | 4.        | 57,323   | 8.       |
| Marius Urzică                                                                         | Korlát           | 9,700     | 12.       | kiesett  | kiesett  |
| Marius Urzică                                                                         | Nyújtó           | 9,675     | 24.       | kiesett  | kiesett  |
| Marius Urzică                                                                         | Lólengés         | 9,812     | 1.        | 9,825    |          |
| Marius Urzică                                                                         | Egyéni összetett | 29,187    | 80.       | kiesett  | kiesett  |
| Daniel Popescu                                                                        | Gyűrű            | 9,562     | 40.       | kiesett  | kiesett  |
| Daniel Popescu                                                                        | Lólengés         | 9,625     | 19.       | kiesett  | kiesett  |
| Daniel Popescu                                                                        | Egyéni összetett | 19,187    | 93.       | kiesett  | kiesett  |
| Daniel Potra                                                                          | Talaj            | 9,537     | 27.       | kiesett  | kiesett  |
| Daniel Potra                                                                          | Ugrás            | 9,362     |           | kiesett  | kiesett  |
| Daniel Potra                                                                          | Korlát           | 9,550     | 34.       | kiesett  | kiesett  |
| Daniel Potra                                                                          | Nyújtó           | 8,500     | 73.       | kiesett  | kiesett  |
| Daniel Potra                                                                          | Gyűrű            | 9,500     | 47.       | kiesett  | kiesett  |
| Daniel Potra                                                                          | Lólengés         | 9,300     | 44.       | kiesett  | kiesett  |
| Daniel Potra                                                                          | Egyéni összetett | 55,749    | 25.       | kiesett  | kiesett  |
| Răzvan Şelariu                                                                        | Talaj            | 9,625     | 22.       | kiesett  | kiesett  |
| Răzvan Şelariu                                                                        | Ugrás            | 9,468     | 10.       | kiesett  | kiesett  |
| Răzvan Şelariu                                                                        | Korlát           | 9,150     | 57.       | kiesett  | kiesett  |
| Răzvan Şelariu                                                                        | Nyújtó           | 9,512     | 40.       | kiesett  | kiesett  |
| Răzvan Şelariu                                                                        | Gyűrű            | 9,700     | 14.       | kiesett  | kiesett  |
| Răzvan Şelariu                                                                        | Egyéni összetett | 47,487    | 52.       | kiesett  | kiesett  |
| Ioan Suciu                                                                            | Talaj            | 9,650     | 17.       | kiesett  | kiesett  |
| Ioan Suciu                                                                            | Ugrás            | 9,637     |           | kiesett  | kiesett  |
| Ioan Suciu                                                                            | Korlát           | 9,500     | 39.       | kiesett  | kiesett  |
| Ioan Suciu                                                                            | Nyújtó           | 9,412     | 46.       | kiesett  | kiesett  |
| Ioan Suciu                                                                            | Gyűrű            | 9,487     | 48.       | kiesett  | kiesett  |
| Ioan Suciu                                                                            | Lólengés         | 9,712     | 9.        | kiesett  | kiesett  |
| Ioan Suciu                                                                            | Egyéni összetett | 57,398    | 6.        | 57,648   | 4.       |
| Marian Drăgulescu Marius Urzică Daniel Popescu Daniel Potra Răzvan Şelariu Ioan Suciu | Csapat összetett | 230,019   | 3.        | 172,384  |          |

Női
| Versenyző                                                                             | Versenyszám      | Selejtező | Selejtező | Döntő        | Döntő        |
| Versenyző                                                                             | Versenyszám      | Pontszám  | Helyezés  | Pontszám     | Helyezés     |
| ------------------------------------------------------------------------------------- | ---------------- | --------- | --------- | ------------ | ------------ |
| Oana Ban                                                                              | Talaj            | 9,600     | 4.        | visszalépett | visszalépett |
| Oana Ban                                                                              | Ugrás            | 9,325     |           | kiesett      | kiesett      |
| Oana Ban                                                                              | Felemás korlát   | 9,425     | 29.       | kiesett      | kiesett      |
| Oana Ban                                                                              | Gerenda          | 9,625     | 5.        | kiesett      | kiesett      |
| Oana Ban                                                                              | Egyéni összetett | 37,975    | 3.        | visszalépett | visszalépett |
| Alexandra Eremia                                                                      | Talaj            | 9,150     | 40.       | kiesett      | kiesett      |
| Alexandra Eremia                                                                      | Felemás korlát   | 9,287     | 41.       | kiesett      | kiesett      |
| Alexandra Eremia                                                                      | Gerenda          | 9,687     | 3.        | 9,700        |              |
| Alexandra Eremia                                                                      | Egyéni összetett | 28,124    | 68.       | kiesett      | kiesett      |
| Cătălina Ponor                                                                        | Talaj            | 9,687     | 1.        | 9,750        |              |
| Cătălina Ponor                                                                        | Ugrás            | 9,500     |           | kiesett      | kiesett      |
| Cătălina Ponor                                                                        | Gerenda          | 9,775     | 1.        | 9,787        |              |
| Cătălina Ponor                                                                        | Egyéni összetett | 28,962    | 64.       | kiesett      | kiesett      |
| Monica Roșu                                                                           | Talaj            | 9,350     | 25.       | kiesett      | kiesett      |
| Monica Roșu                                                                           | Ugrás            | 9,650     | 1.        | 9,656        |              |
| Monica Roșu                                                                           | Felemás korlát   | 9,375     | 33.       | kiesett      | kiesett      |
| Monica Roșu                                                                           | Egyéni összetett | 28,400    | 66.       | kiesett      | kiesett      |
| Daniela Sofronie                                                                      | Talaj            | 9,525     | 9.        | 9,562        |              |
| Daniela Sofronie                                                                      | Ugrás            | 9,425     |           | kiesett      | kiesett      |
| Daniela Sofronie                                                                      | Felemás korlát   | 9,625     | 6.        | 9,462        | 6.           |
| Daniela Sofronie                                                                      | Gerenda          | 9,487     | 12.       | kiesett      | kiesett      |
| Daniela Sofronie                                                                      | Egyéni összetett | 38,062    | 2.        | 37,948       | 5.           |
| Silvia Stroescu                                                                       | Ugrás            | 9,225     |           | kiesett      | kiesett      |
| Silvia Stroescu                                                                       | Felemás korlát   | 9,325     | 39.       | kiesett      | kiesett      |
| Silvia Stroescu                                                                       | Gerenda          | 9,512     | 11.       | kiesett      | kiesett      |
| Silvia Stroescu                                                                       | Egyéni összetett | 28,062    | 69.       | kiesett      | kiesett      |
| Oana Ban Alexandra Eremia Cătălina Ponor Monica Roșu Daniela Sofronie Silvia Stroescu | Csapat összetett | 152,436   | 1.        | 114,283      |              |

## Úszás
Férfi
| Versenyző     | Versenyszám    | Előfutam | Előfutam | Előfutam | Elődöntő | Elődöntő | Elődöntő | Döntő    | Döntő    |
| Versenyző     | Versenyszám    | Idő      | Hely.    | Össz.    | Idő      | Hely.    | Össz.    | Idő      | Helyezés |
| ------------- | -------------- | -------- | -------- | -------- | -------- | -------- | -------- | -------- | -------- |
| Dragoș Coman  | 400 m gyors    | 3:51,73  | 6.       | 16.      |          |          |          | kiesett  | kiesett  |
| Dragoș Coman  | 1500 m gyors   | 15:06,33 | 2.       | 6.       |          |          |          | 15:10,21 | 7.       |
| Răzvan Florea | 100 m hát      | 55,77    | 6.       | 14.*     | 55,27    | 7.       | 10.      | kiesett  | kiesett  |
| Răzvan Florea | 200 m hát      | 1:58,81  | 3.       | 4.       | 1:58,20  | 2.       | 4.       | 1:57,56  |          |
| Ioan Gherghel | 100 m pillangó | 53,89    | 8.       | 27.      | kiesett  | kiesett  | kiesett  | kiesett  | kiesett  |
| Ioan Gherghel | 200 m pillangó | 1:58,12  | 4.       | 7.**     | 1:57,31  | 4.       | 6.       | 1:56,10  | 5.       |

Női
| Versenyző                                                     | Versenyszám          | Előfutam | Előfutam | Előfutam | Elődöntő | Elődöntő | Elődöntő | Döntő   | Döntő    |
| Versenyző                                                     | Versenyszám          | Idő      | Hely.    | Össz.    | Idő      | Hely.    | Össz.    | Idő     | Helyezés |
| ------------------------------------------------------------- | -------------------- | -------- | -------- | -------- | -------- | -------- | -------- | ------- | -------- |
| Larisa Lăcustă                                                | 200 m gyors          | 2:06,62  | 4.       | 38.      | kiesett  | kiesett  | kiesett  | kiesett | kiesett  |
| Camelia Potec                                                 | 200 m gyors          | 2:00,50  | 3.       | 11.      | 1:59,25  | 5.       | 7.       | 1:58,03 |          |
| Camelia Potec                                                 | 400 m gyors          | 4:07,39  | 1.       | 3.       |          |          |          | 4:06,34 | 4.       |
| Camelia Potec                                                 | 800 m gyors          | 8:41,20  | 5.       | 16.      |          |          |          | kiesett | kiesett  |
| Simona Păduraru                                               | 800 m gyors          | 8:34,15  | 3.       | 8.       |          |          |          | 8:37,02 | 8.       |
| Simona Păduraru                                               | 400 m gyors          | 4:10,39  | 3.       | 11.      |          |          |          | kiesett | kiesett  |
| Beatrice Căşlaru                                              | 200 m vegyes         | 2:14,70  | 2.       | 6.       | 2:14,25  | 3.       | 6.       | 2:15,40 | 8.       |
| Beatrice Căşlaru                                              | 400 m vegyes         | 4:46,94  | 6.       | 14.      |          |          |          | kiesett | kiesett  |
| Beatrice Căşlaru Larisa Lăcustă Simona Păduraru Camelia Potec | 4 × 200 m gyorsváltó | 8:09,67  | 5.       | 11.      |          |          |          | kiesett | kiesett  |

* - egy másik versenyzővel azonos időt ért el

** - két másik versenyzővel azonos időt ért el

## Vívás
Férfi
| Versenyző          | Versenyszám       | Selejtező                    | 32-es főtábla               | Nyolcaddöntő                | Negyeddöntő                 | Elődöntő          | Bronz- mérkőzés   | Döntő             | Helyezés |
| Versenyző          | Versenyszám       | Ellenfél Eredmény            | Ellenfél Eredmény           | Ellenfél Eredmény           | Ellenfél Eredmény           | Ellenfél Eredmény | Ellenfél Eredmény | Ellenfél Eredmény | Helyezés |
| ------------------ | ----------------- | ---------------------------- | --------------------------- | --------------------------- | --------------------------- | ----------------- | ----------------- | ----------------- | -------- |
| Alexandru Nyisztor | Párbajtőr, egyéni | Bohdan Nyikisin (UKR) · 15-6 | Alfredo Rota (ITA) · 8-15   | kiesett                     | kiesett                     | kiesett           | kiesett           | kiesett           | 31.      |
| Mihai Covaliu      | Kard, egyéni      |                              | Csou Han-ming (CHN) · 15-10 | Rafał Sznajder (POL) · 15-9 | Nemcsik Zsolt (HUN) · 14-15 | kiesett           | kiesett           | kiesett           | 7.       |

Női
| Versenyző              | Versenyszám       | Selejtező                 | 32-es főtábla               | Nyolcaddöntő                   | Negyeddöntő                  | Elődöntő                     | Bronz- mérkőzés            | Döntő             | Helyezés |
| Versenyző              | Versenyszám       | Ellenfél Eredmény         | Ellenfél Eredmény           | Ellenfél Eredmény              | Ellenfél Eredmény            | Ellenfél Eredmény            | Ellenfél Eredmény          | Ellenfél Eredmény | Helyezés |
| ---------------------- | ----------------- | ------------------------- | --------------------------- | ------------------------------ | ---------------------------- | ---------------------------- | -------------------------- | ----------------- | -------- |
| Laura Badea            | Tőr, egyéni       |                           |                             | Meng Csie (CHN) · 15-11        | Sylwia Gruchała (POL) · 7-15 | kiesett                      | kiesett                    | kiesett           | 5.       |
| Roxana Scarlat         | Tőr, egyéni       |                           |                             | Nam Hjonhi (KOR) · 7-15        | kiesett                      | kiesett                      | kiesett                    | kiesett           | 9.       |
| Ana Brânză             | Párbajtőr, egyéni | Zahra Gamír (ALG) · 15-14 | Hormay Adrien (HUN) · 15-13 | Csang Li (CHN) · 13-15         | kiesett                      | kiesett                      | kiesett                    | kiesett           | 16.      |
| Catalina Gheorghitoaia | Kard, egyéni      |                           | Nafi Toure (SEN) · 15-6     | Aleksandra Socha (POL) · 15-12 | Csang Jing (CHN) · 15-13     | Mariel Zagunis (USA) · 10-15 | Sada Jacobson (USA) · 7-15 |                   | 4.       |